# Jardin de Gabriel
Le Jardin de Gabriel est une œuvre d'art constituée par Gabriel Albert, entre 1969 et 1989 au lieu-dit "Chez Audebert" dans la commune de Nantillé en Charente-Maritime. Il s'agit d'un ensemble constitué d'environ 400 statues disposées dans son jardin autour de sa maison et de son atelier.
Les parties bâties et non bâties, ainsi que la composition statuaire formant le jardin sont, depuis le 10 mai 2011, inscrites à l'inventaire des monuments historiques.

## Description
Le Jardin de Gabriel est un ensemble de statues et de bustes soit près de 400 pièces en tout, disposés par leur créateur, Gabriel Albert, dans son jardin autour de son habitation et de son atelier. Un inventaire exceptionnel mené par la région Poitou-Charentes en 2009-2010 a permis d'établir que sur les 420 œuvres créées par Gabriel Albert, 388 subsistent aujourd'hui : 202 statues et 186 bustes.
Les pièces sont réalisées en ciment armé et une grande partie d'entre elles sont peintes. Elles représentent majoritairement des êtres humains, mais il y a également une quarantaine d'animaux. Parmi les êtres humains, il y a une très grande diversité de modèles représentés : figures historiques, anonymes, personnages de fiction. Les figures féminines dominent très largement.
Comme le laisse supposer la notice de la base Mérimée, il ne s'agit pas que d'une collection de statues. Ce n'est pas un hasard si la maison, l'atelier, en somme tout le microcosme de Gabriel Albert a été inscrit avec la composition statuaire aux Monuments historiques. Car l'auteur s'inscrit dans la tradition des "habitants-paysagistes" : c'est de toute sa propriété elle-même, qu'il en a fait une œuvre d'art. La place de chaque objet est mûrement réfléchie, et au fil du temps l'espace tout entier est "investi et muséalisé". Le jardin est d'ailleurs voué à la visite, comme l'indique à l'entrée une statue de gardien, qui tient dans ses bras un panneau "Entrée libre". (Voir photo 1)

## L'auteur
Gabriel Albert est né en 1904 à Nantillé. Après avoir quitté l'école dès l'âge de dix ans, il exerça plusieurs métiers pour finalement embrasser une carrière de menuisier. Dès 1941 il s'installe avec son épouse Anita Drahonnet (1905-1999), dans le hameau de Chez-Audebert, où le couple vécut jusqu’à la fin de leurs jours.
Les constructions commencent en 1956, d'abord avec l'élévation de sa maison et le bâtiment attenant. Autodidacte, Gabriel Albert réalise tout lui-même : bâti, ornements, jusqu'au mobilier. Il pousse le soin décoratif jusque dans les moindres détails et s'attelle également au jardin, y créant des portiques, des vasques, un bassin, et même la reproduction d'un moulin à vent. A sa retraite en 1969, le véritable élan créatif se déclenche et il se lance dans la réalisation de personnages fait en mortier de ciment, occupation qu'il ne lâchera plus jusqu'en 1989, date où la maladie l'oblige à cesser ses créations pour se concentrer sur l'entretien et les visites . Il décède onze ans plus tard à l'hôpital de Saintes.
En novembre 2017, la région Nouvelle-Aquitaine, propriétaire des lieux, lance un chantier de restauration des œuvres, pour certaines abîmées ou couverte par de la mousse.

### Photos

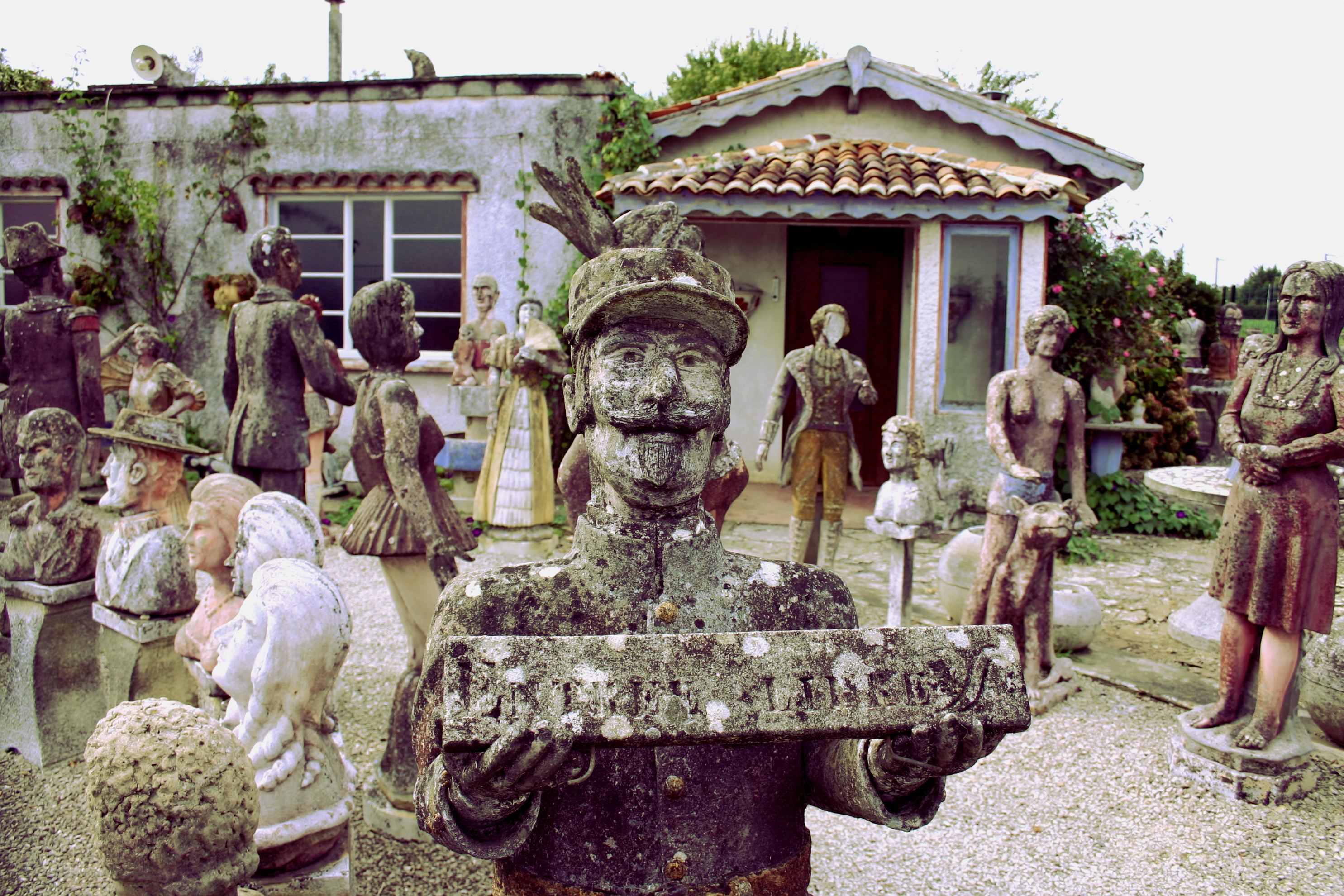
1) Devant la maison, avec le gardien des lieux   "ENTREE LIBRE"
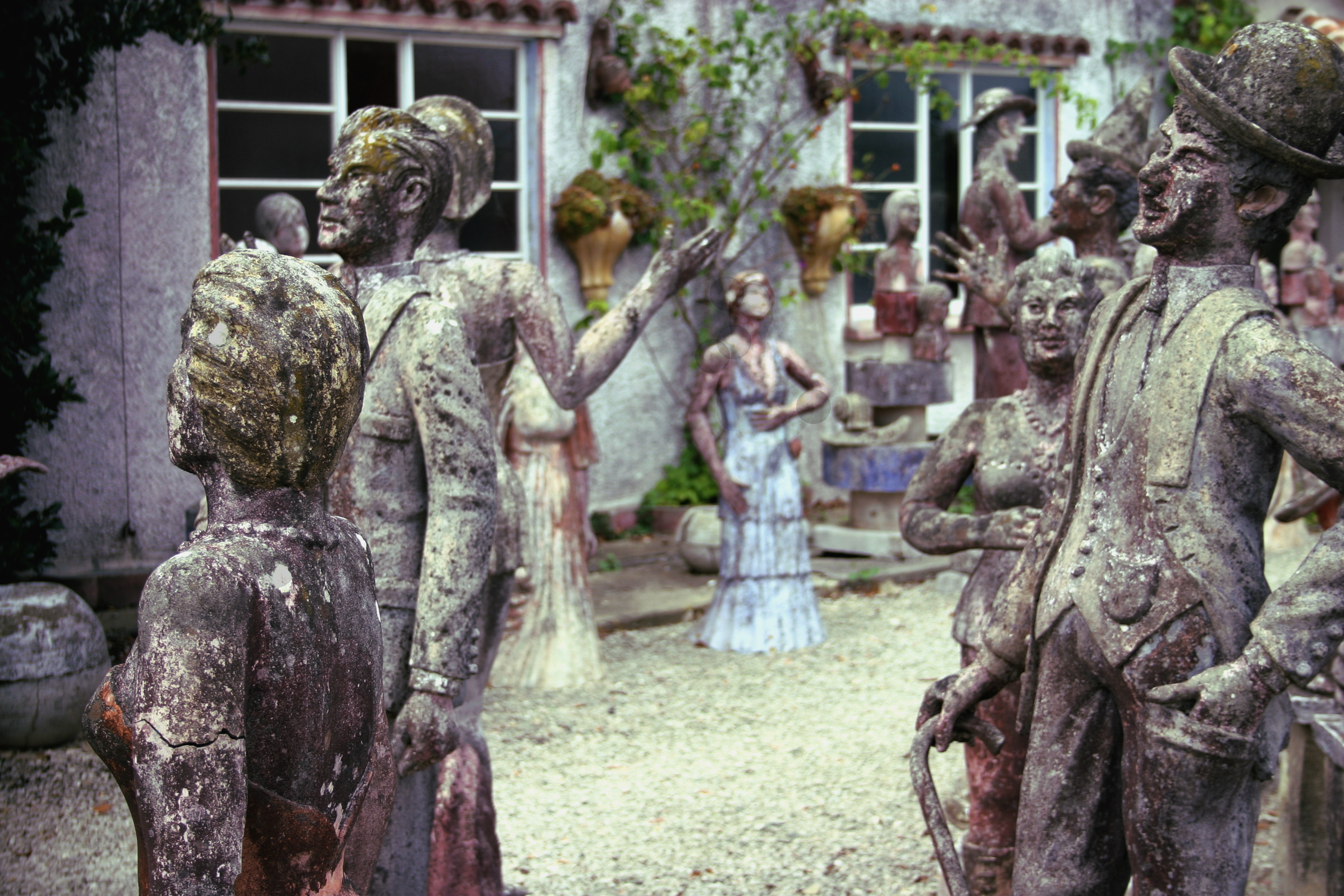
2) Groupe de statues
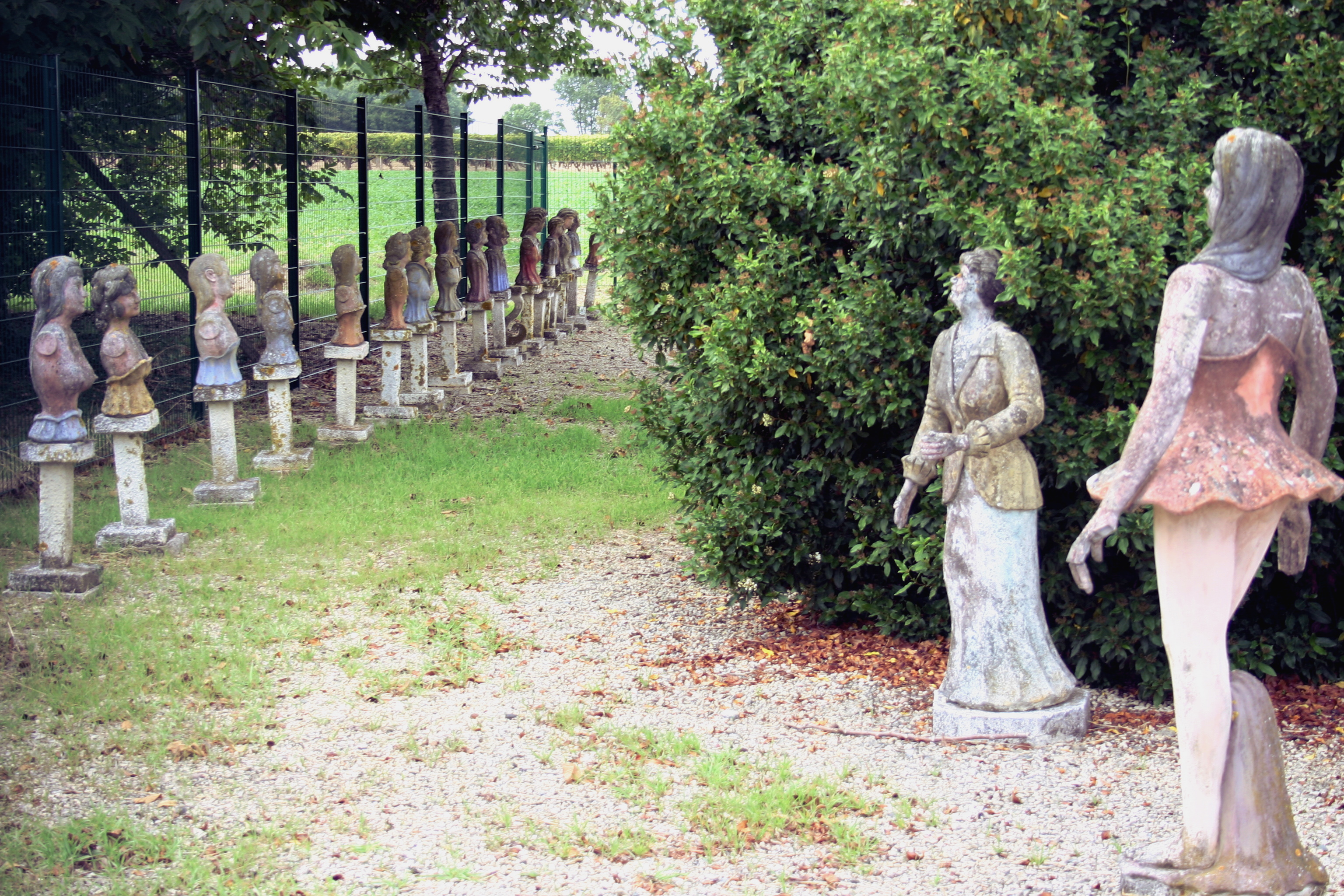
3) Une aile du jardin derrière la maison

### Artistes connexes
- Facteur Cheval
- Palais idéal
- Maison Picassiette